# Бегущий город
«Бегу́щий Го́род» — по состоянию на 2019 год самые масштабные в России соревнования по городскому ориентированию, впервые в России проведённые группой энтузиастов в 2000 году в Санкт-Петербурге, иначе называемые организаторами познавательно-состязательной формой активного краеведения.
Соревнования «Бегущий Город» проводятся в Санкт-Петербурге, с весны 2005 года — в Москве, с 2008 года — в Екатеринбурге, с 2009 года — в Киеве, с 2012 года — в Риге.
В 2007 году появилось новое ответвление «Бегущего Города» — проект «ПоБеГи». Всего за год «ПоБе́Ги» выросли в Новгороде, Алма-Ате, Ярославле, Выборге, Туле и Петрозаводске. В 2008 году состоялись ПоБеГи в Пушкине и Павловске, Твери, Череповце, Иркутске, Казани, Костроме, Коломне и Орле. В 2009 году проведены ПоБеГи в Рязани и Пскове, анонсированы во Владимире, Череповце и Петергофе.

## Категории
В соревнованиях «Бегущий Город» все участники подразделяются на несколько основных категорий
- «Львы» проходят маршрут только пешком;
- «Грифонам» разрешается бегать, но нельзя пользоваться общественным транспортом;
- «Атлантам» и «Ангелам» разрешается пользоваться общественным транспортом;
- «Сфинксам» тоже разрешается пользоваться общественным транспортом, но прохождение маршрута сопряжено с решением различных загадок;
- «Броневики» не имеют ограничений по используемому транспорту;
- «Всадники» — категория для велосипедистов;
- «Химера» — категория для участников на роликовых коньках, хилисах, самокатах, унициклах и прочем «альтернативном» транспорте.
- «Кентавр» — комбинированная велосипедно-транспортная категория.

Каждая категория может разделяться на несколько подкатегорий, отличающихся протяжённостью трассы и наличием или отсутствием загадок.

## Оргкомитет
Начиная с 2000 года оргкомитет возглавляет председатель (он же автор идеи такого соревнования) Игорь Голышев.

## История проекта
Осенью 2000 года в Санкт-Петербурге впервые прошли соревнования по городскому ориентированию «Бегущий Город».

В основе проекта лежало давнишнее желание организаторов поделиться своим городом. Показать его с неожиданной стороны. Связать воедино те части, что могли казаться разрозненными. Рассказать о малоизвестных или незаслуженно обойденных вниманием живописных уголках. Ну и, безусловно, дать возможность «почувствовать город ногами» — изучить его в динамике повседневной жизни.

На первых соревнованиях для участников был предложен всего один маршрут с зачётом в двух категориях — транспортно-пешеходной (прототип современного «Атланта») и велосипедной (прототип современного «Всадника»). Эксперимент оказался удачным, народ заинтересовался.
В 2001 году прошли уже вторые соревнования. Тогда же категории получили свои «имена», а также для привлечения большего количества участников была введена категория «Ангел» — облегчённая версия «Атланта».
В 2002 году к вышеперечисленным категориям добавляется четвёртая, пешеходная — «Лев». В отличие от современного «Льва», в этой категории также учитывалось время прохождения.
В 2003 году по многочисленным просьбам была добавлена категория «Роллер», однако она всегда была самой «малонаселённой» и в 2012 году была объединена с категорией «Химера», созданной в 2010 году.
В 2004 году список категорий пополнился ещё двумя: «Сфинкс» — фактически тот же «Атлант», но все контрольные пункты (КП) заданы загадками, и «Броневик» — без ограничения использования транспортных средств (в том числе собственный авто или такси). В «Броневиках» также часть КП задавалась загадками.
В 2005 году новых категорий не прибавилось, однако именно в этом году был осуществлён «прорыв» за пределы Санкт-Петербурга. Сначала были проведены экспериментальные соревнования в Пушкине, а затем — полноценные соревнования в Москве. С этих пор «Бегущий Город» стал регулярно проходить не только в Питере, но и в столице нашей Родины.
В 2006 году к списку категорий добавилась беговая — «Грифон». Также были изменены правила подсчёта результатов. Раньше основным параметром было время прохождения трассы, а за невзятые КП налагался временной штраф, устанавливаемый организаторами соревнований. Собственно, последний пункт вызывал много нареканий. С 2006 года основным параметром стало количество взятых КП, а затем — время прохождения трассы. Кроме того, категория «Лев» превратилась из спортивной в познавательную, так как время прохождения трассы в ней перестали учитывать. Также с 2006 года участникам в транспортных категориях разрешили использовать для перемещения по городу коммерческие маршрутные автобусы.
В 2007 году, воодушевившись удачно проведёнными соревнованиями в Москве, в рамках «Бегущего Города» стартовал проект «ПоБеГи» — фактически тот же Бегущий Город, но в относительно небольших городах России и ближнего зарубежья. Кроме того, были проведены облегчённые весенние соревнования «День в Городе», а также прогулка по интересным контрольным точкам прошлых лет «ДежаВю-2007».
В 2008 году как дополнение соревнованиям «День в Городе», были проведены ночные соревнования «Ночь в Городе», а также благотворительный квест «Добрый Питер». На соревнованиях в Санкт-Петербурге, чтобы вместить всех желающих, была опробована схема разделения трасс в каждой категории на чётную и нечётную, однако эксперимент был признан неудачным из-за технических сложностей и возникающих из-за этого накладок.
В 2009 году на петербургских соревнованиях впервые была опробована схема разделения категорий на подкатегории. В отличие от эксперимента прошлого года, сохранился двухминутный интервал между стартующими участниками, а также подкатегории незначительно отличались друг от друга. Так на подкатегории «light» и «pro» были разделены категории «Всадник», «Грифон», «Сфинкс» (отличались длины дистанций) и «Лев» (в «pro» часть точек задавалась загадками). Эксперимент прошёл удачно и в дальнейшем разделение на подкатегории сохранилось. Из дочерних проектов были проведены «Бегущий Город mini» (для школьников), «День / Ночь в Городе» и «Добрый Питер».
В 2010 году была добавлена новая категория «Химера» — для перемещающихся «альтернативным» транспортом (самокаты, хилисы, джамперы, унициклы, скейтборды и т. д.). Из дочерних проектов, как и в прошедшем году, были проведены «Бегущий Город mini» и «День / Ночь в Городе».
В 2011 году категория «Броневик» также была разделена на подкатегории «light» и «pro». «Light»'ом стал традиционный Броневик, а в «pro» все КП задавались загадками. Из дочерних соревнований прошли «День / Ночь в Городе», тематические «500 дней до Лондона» и «Petersburski spacer», а также благотворительные соревнования «Про-бег во имя добра», проведённые в Москве.
В 2012 году соревнования ПоБеГи прошли только в Печоре, после их проведения было принято решение проводить все соревнования под названием «Бегущий Город». Произошли изменения и в основных соревнованиях: категория «Роллер», которая всегда была не очень популярной, была объединена с набравшей популярность категорией «Химера». В свою очередь, «Химера» разделилась на две подкатегории по длине трассы — «light» и «pro». Также были проведены ставшие уже традиционными «День / Ночь в Городе», а также соревнования «Ключ от Города» для школьников и «Метрополия» — ориентирование в Метро; последние два соревнования были проведены как в Санкт-Петербурге, так и в Москве. Прошли также несколько тематических состязаний-игр.

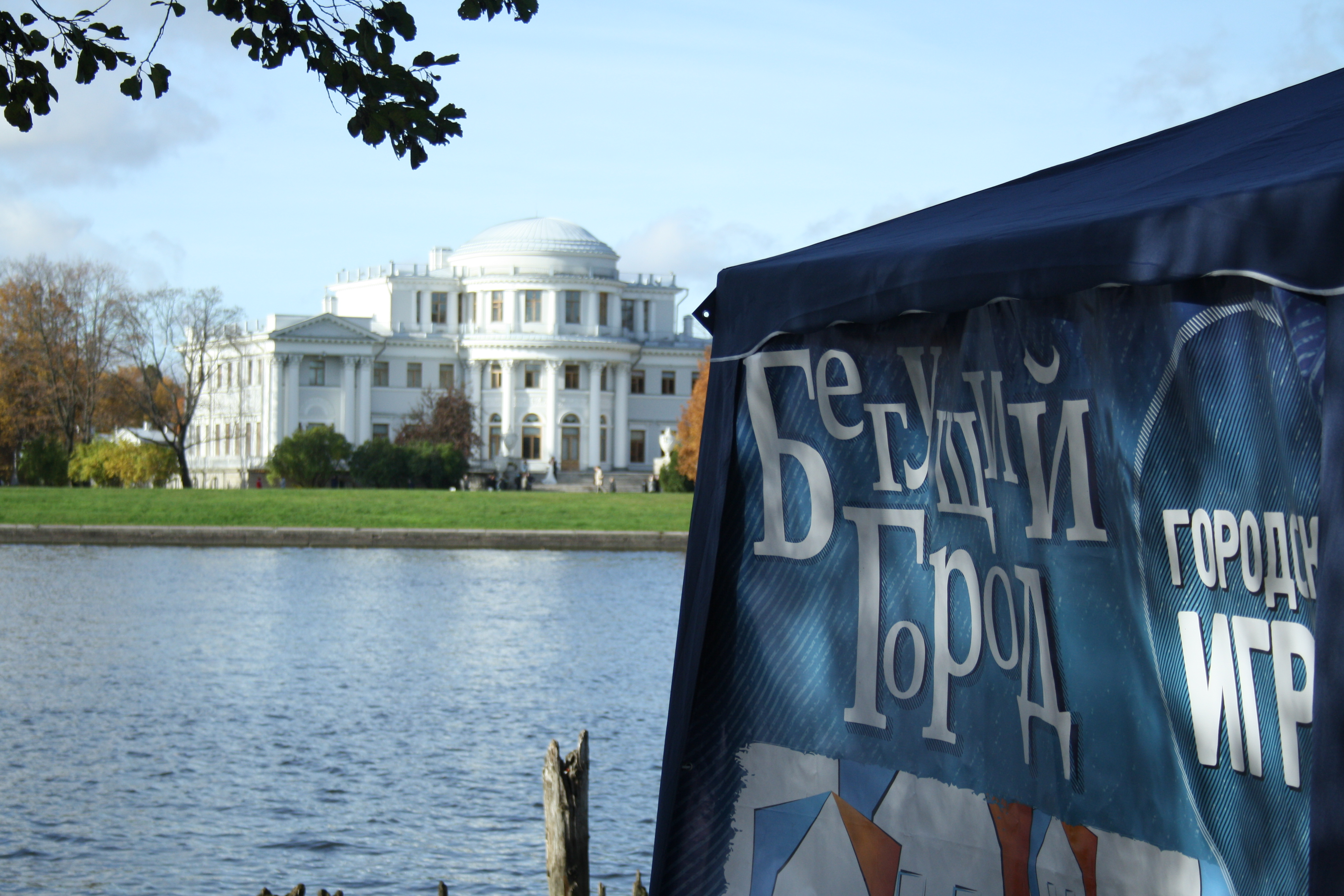
2013 год, Санкт-Петербург

В 2013 году, как и в прошедшем году, прошли ряд тематических игр-соревнований, дневные и ночные рогейны, «Ключ от Города», «Метрополия». В петербургских соревнованиях, по многочисленным просьбам участников, продолжились множиться подкатегории: во «Всадниках» и «Сфинксах» появилась подкатегория «middle» (то есть среднее между «light» и «pro»), а во Львах — «extra» (все КП заданы загадками). Добавилась и новая категория — «Кентавр», которая совмещает в себе «Атланта» и «Химеру» или «Всадника», то есть основное перемещение осуществляется общественным транспортом, но с собой можно возить складной велосипед или самокат.
В 2014 году в петербургских соревнованиях добавилась подкатегория «extra» для «Всадников» — в ней часть КП задавались загадками. Как и в прошлые годы, был проведён ряд рогейнов, тематических игр и соревнований, общее количество которых составило 20.
Таким образом, за 15 лет проект развился от местных экспериментальных соревнований с одной трассой и двумя категориями в увлекательную игру для всех желающих с большим числом родственных проектов, распространившуюся по всей стране, и даже за её пределами. И на этом развитие не остановилось.
В 2015 году кроме городского ориентирования, также был проведён ряд рогейнов, тематических игр и соревнований («Тёплые буквы», «Ключ от города», «Метрополия» и другие), общее количество которых составило 22. В петербургских соревнованиях добавилась подкатегория «Лев & Единорог» — тот же «Лев», но все КП заданы на английском языке. Категория была создана для привлечения к соревнованиям иностранных граждан.
В 2016 году было проведено 16 тематический игр в дополнение к 11 основным соревнованиям. В петербургских соревнованиях добавилась подкатегория «Лев-Мини» — тот же «Лев», но с коротким (около 10 км) маршрутом. Данная подкатегория в основном была создана по просьбам маломобильных участников, а также участников с детскими колясками. Кроме того, были подведены «под общий знаменатель» категории «Ангел» и «Атлант»: классический «Атлант» стал называться «Атлант Pro», а «Ангел» получил новое имя «Атлант Light». «Ангелом» же стала новая категория, правила перемещения в которой совпадают с «Атлантом»/«Сфинксом», но часть КП задана загадками.
В 2017 году планируются первые соревнования в Лондоне, а также Нью-Йорке и Вашингтоне.

## География проекта
Начиная с 2007 года соревнования «Бегущий Город» и его предшественник «ПоБеГи» прошли уже более чем в 65 городах России и зарубежья. География «Бегущего Города» ежегодно продолжает расширяться.
| Год  | Город | Дата проведения |
| ---- | --- | --- |
| 2000 | Санкт-Петербург | 5 ноября |
| 2001 | Санкт-Петербург | 27 октября |
| 2002 | Санкт-Петербург | 26 октября |
| 2003 | Санкт-Петербург | 25 октября |
| 2004 | Санкт-Петербург | 23 октября |
| 2005 | Пушкин Москва Санкт-Петербург | 25 марта 24 апреля 29 октября |
| 2006 | Москва Санкт-Петербург | 15 апреля 14 октября |
| 2007 | Великий Новгород Алматы (Казахстан) Москва (БГ) Ярославль Выборг Тула Санкт-Петербург (БГ) Петрозаводск | 10 февраля 8 апреля 14 апреля 27 мая 2 сентября 29 сентября 20 октября 15 декабря                                                                                         |
| 2008 | Пушкин и Павловск Тверь Череповец Москва (БГ) Иркутск Казань Кострома Екатеринбург (БГ) Коломна Орёл Санкт-Петербург (БГ) | 19 января 16 февраля 22 марта 19 апреля 1 июня 28 июня 19 июля 30 августа 27 сентября 4 октября 25 октября                                                                |
| 2009 | Рязань Псков Москва (БГ) Киев (Украина) (БГ) Владимир Череповец Петергоф Екатеринбург (БГ) Брянск Санкт-Петербург (БГ) Магнитогорск | 17 января 28 февраля 25 апреля 27 июня 18 июля 1 августа 22 августа 5 сентября 3 октября 24 октября 15 ноября                                                             |
| 2010 | Вологда Кронштадт Москва (БГ) Киев (Украина) (БГ) Магнитогорск Красноярск Рыбинск Смоленск Екатеринбург (БГ) Хельсинки (Финляндия) (БГ) Санкт-Петербург (БГ) Иваново | 20 февраля 13 марта 17 апреля 5 июня 19 июня 26 июня 17 июля 14 августа 28 августа 18 сентября 23 октября 18 декабря                                                      |
| 2011 | Выборг Москва (БГ) Киев (Украина) (БГ) Магнитогорск Верхнеуральск Сергиев Посад Иркутск Тюмень Тампере (Финляндия) (БГ) Екатеринбург (БГ) Гатчина Курск Санкт-Петербург (БГ) Тулуза (Франция) | 19 февраля 16 апреля 14 мая 18 июня 19 июня 25 июня 9 июля 16 июля 6 августа 21 августа 10 сентября 1 октября 22 октября 19 ноября                                        |
| 2012 | Печора Ярославль Москва Киев (Украина) Байкал (Иркутск; Листвянка, Никола; Тальцы) Магнитогорск Пермь Жуковский и Раменское Рига (Латвия) Чернигов (Украина) Тихвин Великий Новгород Екатеринбург Киров Уфа Санкт-Петербург | 5 января 17 марта 21 апреля 19 мая 10-12 июня 11 июня 23 июня 7 июля 14 июля 4 августа 25 августа 8 сентября 23 сентября 29 сентября 13 октября 27 октября                |
| 2013 | Пушкин Сыктывкар Ростов-на-Дону Москва Киев (Украина) Тверь Магнитогорск Рига (Латвия) Ржев Турку (Финляндия) Екатеринбург Воронеж Санкт-Петербург Уфа | 2 февраля 9 марта 20 апреля 18 мая 25 мая 15 июня 13 июля 27 июля 7 сентября 22 сентября 28 сентября 12 октября 27 октября                                                |
| 2014 | Печора Всеволожск Москва Ростов-на-Дону Киев (Украина) Нижний Новгород Магнитогорск Волжский Рига (Латвия) Иркутск Зеленогорск Екатеринбург Петрозаводск Уфа Санкт-Петербург Таллин (Эстония) | 6 января 29 марта 26 апреля 4 мая — 31 мая 29 июня 19 июля 26 июля 2 августа 16 августа 21 сентября 27 сентября 5 октября 11 октября 13 декабря                           |
| 2015 | Прага (Чехия) Сосновый Бор Москва Псков Магнитогорск Верхнеуральск Иркутск Ангарск Даугавпилс (Латвия) Новосибирск Екатеринбург Кижи Калуга Санкт-Петербург Уфа | 22 февраля 14 марта 18 апреля 30 мая 4 июля 8 июля 1 августа 8 августа 29 августа 6 сентября 13 сентября 19 сентября 26 сентября 10 октября 18 октября                    |
| 2016 | Клин Москва Петергоф Казань Нижний Новгород Екатеринбург Тула Уфа Санкт-Петербург Астрахань Стокгольм | 26 марта 16 апреля 14 мая 28 мая 27 августа 18 сентября 24 сентября 2 октября 8 октября 29 октября 5 ноября                                                               |
| 2017 | Ногинск Москва Лондон (Великобритания) Сестрорецк Владимир Иваново Варна Нижний Новгород Сестрорецк Екатеринбург Казань Рязань Санкт-Петербург Нью-Йорк (США) Вашингтон (США) Будапешт (Венгрия) | 25 марта 22 апреля 7 мая 13 мая 27 мая 1 июля 29 июля 26 августа 9 сентября 16 сентября 17 сентября 23 сентября 7 октября 28 октября 30 октября 25 ноября                 |
| 2018 | Барселона (Испания) Павловский Посад Москва Выборг Лондон (Великобритания) Вологда Екатеринбург Рига (Латвия) Кронштадт Казань Кострома Санкт-Петербург Портленд (США) Дрезден (Германия) | 24 февраля 24 марта 21 апреля 5 мая 12 мая 26 мая 10 июня 16 июня 25 августа 9 сентября 22 сентября 6 октября 20-21 октября 4 ноября                                      |
| 2019 | Кингисеппия (Кипгисепп) Сооружая будущее (Москва) Берега времени (Санкт-Петербург) Поэзия улиц (Екатеринбург) Поэзия улиц (Казань) Поэзия улиц (Москва) Поэзия улиц (Санкт-Петербург) Дмитров 105-й элемент (Дубна) Москва Гатчина Тбилиси (Грузия) Лондон (Великобритания) Смоленск Екатеринбург Ульяновск Казань Орёл Сиэтл (США) Санкт-Петербург Братислава (Словакия) | 5 января 10 февраля 16 февраля 2 марта 3 марта 9 марта 10 марта 23 марта 24 марта 20 апреля 4 мая 11 мая 25 мая 8 июня 6 июля 15 сентября 28 сентября 12 октября 3 ноября |